# El Manguito, Oaxaca
El Manguito är en ort i Mexiko.   Den ligger i kommunen San José Chiltepec och delstaten Oaxaca, i den sydöstra delen av landet, 400 km sydost om huvudstaden Mexico City. El Manguito ligger 38 meter över havet och antalet invånare är 170.
Terrängen runt El Manguito är kuperad söderut, men norrut är den platt. Runt El Manguito är det ganska glesbefolkat, med 40 invånare per kvadratkilometer. Närmaste större samhälle är Tuxtepec, 15,2 km norr om El Manguito. Omgivningarna runt El Manguito är en mosaik av jordbruksmark och naturlig växtlighet.